# Arenaria algarbiensis
Arenaria algarbiensis là loài thực vật có hoa thuộc họ Cẩm chướng. Loài này được Welw. ex Willk. mô tả khoa học đầu tiên năm 1855.